# Pirátska strana – Slovensko
Pirátska strana – Slovensko  (zkratka Piráti, česky Pirátská strana – Slovensko; dříve Náš kraj, Váš kraj a Korektúra – Andrej Hryc) je slovenská sociálně liberální politická strana. Předsedkyní strany je Zuzana Šubová.
7. prosince 2019 sa strana stala členem Internacionály pirátských stran, která sdružuje pirátské strany a hnutí. 23. května 2020 sa stala členem Evropské pirátské strany.[zdroj?]

## Vedení strany

### Předseda
- Ľuba Kráľová (2010–2012)
- Milan Mňahončák (2012–2015)
- Peter Pčolinský (2015)
- Boris Kollár (2015)
- Peter Pčolinský (2015–2018)
- Andrej Hryc (2018–2019)
- Michal Pírek (2019–2023)
- Zuzana Šubová (od 2023)

### Místopředsedové
- Ján Lipinský (2010)
- Peter Rigo (2019–2020)
- Zuzana Krušinová (2019–2022)
- Marcel Litvák Feliks (2021–2022)
- Peter Janiga (2021–2022)
- Michal Pírek (od 2023)
- Dajana Maxian Rosová (od 2023)
- Alexander Mateffy (2023–2024)
- Pavol Drdák (2023–2024)
- Roland Teöke (2023–2024)
- Rudolf Molnár (od 2023)
- Eva Uričová (2023–2024)
- Tomáš Bodo (2023–2024)
- Juraj Krátky (od 2024)
- Karolína Ivanová (od 2024)
- Veronika Kvetáková (od 2024)
- Drahomír Širůčka (od 2024)
- Milena Moravcová (od 2024)

## Volební výsledky

### Parlamentní volby
| Volby | Počet hlasů | Hlasy v % | Změna % | Mandátů | Změna mandátů | Postavení       |
| ----- | ----------- | --------- | ------- | ------- | ------------- | --------------- |
| 2012  | 4 859       | 0,19      | –       | 0       | –             | Mimoparlamentní |
| 2023  | 9 358       | 0,31      | ▲ 0,12  | 0       | ▬ 0           | Mimoparlamentní |

### Evropské volby
| Volby | Počet hlasů | Hlasy v % | Změna % | Mandátů | Změna mandátů | Postavení       |
| ----- | ----------- | --------- | ------- | ------- | ------------- | --------------- |
| 2019  | 8 460       | 0,85      | –       | 0       | –             | Mimoparlamentní |